# قلعة جلمانية
قلعة جلمانية هي قلعة في البرتغال تقع في جلمانية . صنفت من قبل IGESPAR موقعًا للمصلحة العامة.